# Zanzibar (oraș)
Zanzibar  este un oraș  în  Tanzania, situat pe insula Zanzibar. Este reședinta  regiunii Zanzibar West.